# Fryderyk dla zespołu / projektu artystycznego roku
Fryderyk dla zespołu / projektu artystycznego roku – polska nagroda muzyczna Fryderyk, przyznawana corocznie w latach 1995–2012 i 2022–2024 w sekcji muzyki rozrywkowej w kategorii zespół / projekt artystyczny roku. Honorowała zespoły i grupowe projekty muzyczne za całokształt działalności w danym roku. Fryderyki są przyznawane od 1995 przez Związek Producentów Audio-Video (ZPAV) za osiągnięcia w rodzimym przemyśle muzycznym. Od 2000 za wyłanianie nominowanych, a następnie laureatów odpowiedzialna jest powołana przez ZPAV Akademia Fonograficzna.
Kategoria została wprowadzona podczas pierwszej edycji, Fryderyków 1994. Funkcjonowała do edycji 2012. Następnie została wycofana, przy czym w edycjach 2013 i 2014 była zastąpiona przez kategorię artysta roku, honorującą dowolnych wykonawców solowych lub zespoły. Powróciła w edycjach od 2022 do 2024, jednak w edycji 2025 ponownie została wycofana w związku z wprowadzeniem kategorii artysta / artystka roku, honorującej wykonawców solowych lub zespoły.
Kategoria nazywała się:
- najlepsza grupa w edycji 1994,
- zespół roku w edycjach 1995 i 1996,
- grupa roku w edycjach od 1997 do 2012,
- zespół / projekt artystyczny roku w edycjach od 2022 do 2023.

Najwięcej nominacji w kategorii (9) otrzymali Myslovitz. Najwięcej nagród (3) zdobyli Hey. Po 2 nagrody wygrali Coma, O.N.A. i Raz, Dwa, Trzy.

## Laureaci i nominowani
| Rok  | Zdjęcie | Laureaci                               | Pozostałe nominacje | Źr.    |
| ---- | ------- | -------------------------------------- | --- | ------ |
| 1994 |         | Hey                                    | - Acid Drinkers - De Mono - Varius Manx - Voo Voo                                                                          | [ 8 ]  |
| 1995 |         | Varius Manx                            | - Hey - Maanam - O.N.A. - Voo Voo                                                                                          | [ 9 ]  |
| 1996 |         | O.N.A.                                 | - Homo Twist - Maanam - Mafia - Varius Manx                                                                                | [ 10 ] |
| 1997 |         | Budka Suflera                          | - Elektryczne Gitary - Myslovitz - O.N.A. - T.Love                                                                         | [ 11 ] |
| 1998 |         | O.N.A.                                 | - Budka Suflera - Kult - Kury - Republika                                                                                  | [ 12 ] |
| 1999 |         | Myslovitz                              | - O.N.A. - Perfect - Püdelsi - T.Love                                                                                      | [ 13 ] |
| 2000 |         | Arka Noego                             | - Bajm - Brathanki - Golec uOrkiestra - Myslovitz                                                                          | [ 14 ] |
| 2001 |         | T.Love                                 | - Hey - Ich Troje - Lenny Valentino - O.N.A.                                                                               | [ 15 ] |
| 2002 |         | Wilki                                  | - Blue Café - Ich Troje - Myslovitz - Raz, Dwa, Trzy                                                                       | [ 16 ] |
| 2003 |         | Raz, Dwa, Trzy                         | - Blue Café - Hey - Myslovitz - Sistars                                                                                    | [ 17 ] |
| 2004 |         | Sistars                                | - Coma - Myslovitz - Pogodno - Wilki                                                                                       | [ 18 ] |
| 2005 |         | Hey                                    | - Goya - Kombii - Sistars - Zakopower                                                                                      | [ 19 ] |
| 2006 |         | Coma                                   | - Fisz i Emade - Myslovitz - Sofa - The Car Is on Fire                                                                     | [ 20 ] |
| 2008 |         | Raz, Dwa, Trzy                         | - Feel - Hey - Myslovitz - Pogodno                                                                                         | [ 21 ] |
| 2009 |         | Coma                                   | - Bracia - Czesław Śpiewa - Feel - Kapela ze Wsi Warszawa                                                                  | [ 22 ] |
| 2010 |         | Hey                                    | - Afromental - Behemoth - Kapela ze Wsi Warszawa - Lipali                                                                  | [ 23 ] |
| 2011 |         | Acid Drinkers                          | - Coma - Czesław Śpiewa - Raz, Dwa, Trzy - Voo Voo                                                                         | [ 24 ] |
| 2012 |         | Zakopower                              | - Coma - Luxtorpeda - Myslovitz - Poluzjanci                                                                               | [ 25 ] |
| 2022 |         | Fisz Emade Tworzywo                    | - Kwiat Jabłoni - Męskie Granie Orkiestra 2020 (Daria Zawiałow, Król i Igo) - Muchy - OIO                                  | [ 26 ] |
| 2023 |         | Miuosh i Zespół Pieśni i Tańca „Śląsk” | - Julia Rocka i Kukon - Męskie Granie Orkiestra 2021 (Daria Zawiałow, Dawid Podsiadło i Vito Bambino) - Riverside - T.Love | [ 27 ] |
| 2024 |         | Łona, Konieczny i Krupa                | - Kacperczyk - Kwiat Jabłoni - Lordofon - Męskie Granie Orkiestra 2023 (Igo, Mrozu i Vito Bambino)                         | [ 28 ] |

## Statystyki
| Liczba | Zespół         | Lata             |
| ------ | -------------- | ---------------- |
| 3      | Hey            | 1994, 2005, 2010 |
| 2      | Coma           | 2006, 2009       |
| 2      | O.N.A.         | 1996, 1998       |
| 2      | Raz, Dwa, Trzy | 2003, 2008       |

| Liczba | Zespół         | Lata                                                 |
| ------ | -------------- | ---------------------------------------------------- |
| 9      | Myslovitz      | 1997, 1999, 2000, 2002, 2003, 2004, 2006, 2008, 2012 |
| 7      | Hey            | 1994, 1995, 2001, 2003, 2005, 2008, 2010             |
| 6      | O.N.A.         | 1995, 1996, 1997, 1998, 1999, 2001                   |
| 5      | Coma           | 2004, 2006, 2009, 2011, 2012                         |
| 4      | Raz, Dwa, Trzy | 2002, 2003, 2008, 2011                               |
| 4      | T.Love         | 1997, 1999, 2001, 2023                               |
| 3      | Sistars        | 2003, 2004, 2005                                     |
| 3      | Varius Manx    | 1994, 1995, 1996                                     |
| 3      | Voo Voo        | 1994, 1995, 2011                                     |